# Агриппа (герб)
Агри́ппа (пол. Agryppa) — польский шляхетский герб, разновидность герба Дембно.

## Описание
В червлёном поле серебряный крест, сопровождаемый в нижнем левом углу трижды сломленным укороченным поясом того же металла (ленкавица). В нашлемнике одно страусиное перо.

## Используют
- Агриппы.